# Gorro

Gorro azul.

El gorro es una prenda redonda de tela o de punto usado para cubrir, abrigar o adornar la cabeza. A diferencia de otros complementos indumentarios del género (sombreros o gorras), los gorros no tienen visera, como las gorras, ni alas a su alrededor, como los sombreros, siguiendo una tipología de uso más parecida a la de los tocados femeninos.

## Antigüedad

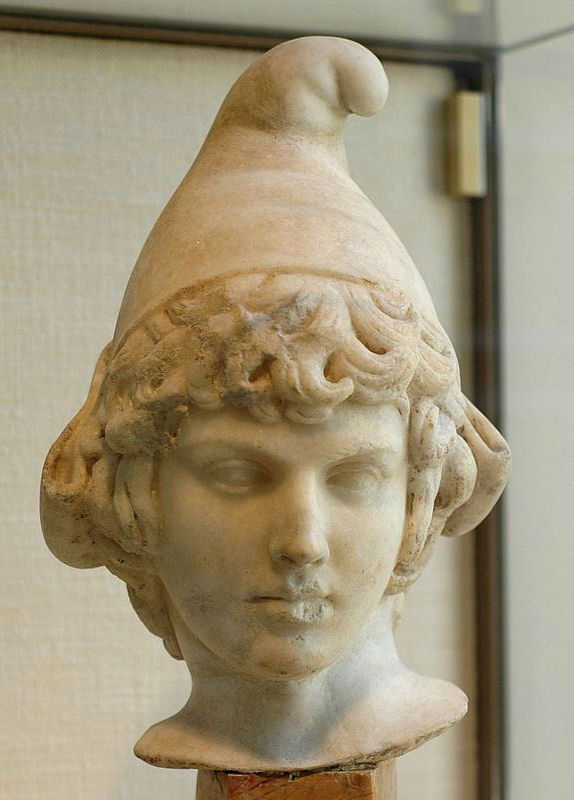
Busto de Atis con gorro frigio, siglo II a. C.

Esta prenda es probablemente de origen asiático. Los egipcios no cubrieron su cabeza más que con un tocado de tela llamado claf o con una cofia especial. Los primeros monumentos antiguos con hombres con la cabeza cubierta por un gorro son los bajorrelieves persas, con un tipo de tocado inclinado hacia delante, guardando cierta analogía con el que los griegos llamaron frigio. 

### Antigua Grecia
Se ha propuesto que los griegos del Asia Menor, especialmente los frigios, tomaron dicha prenda de los persas, pues el mismo calificativo de frigio que se le dio indica que fue importado de Oriente. Pero ni los orientales ni los griegos hicieron mucho uso del gorro pues la costumbre en las personas de las ciudades era ir con la cabeza descubierta. Así es que en la antigüedad clásica solo lo llevaban los marineros, los pastores, las personas, en fin, que necesitaban pasar el día a la intemperie y las demás personas solo se lo ponían para ir de viaje o de caza. Así vemos que muchos personajes mitológicos como el piloto Caronte, Ulises y sus compañeros, el herrero Hefesto (Vulcano), los viajeros Cadmos, Cástor y Pólux, están caracterizados en los monumentos, sobre todo, en las pinturas de los vasos, con gorros o sombreros. Usaban los griegos un tipo de gorro llamado rúneo, a modo de casquete de piel de perro, de comadreja o de buey, de donde según se cree, tomó origen el casco de guerra, que en un principio era de cuero y este casco de piel no es creíble que fuese de origen oriental además de que la antigüedad del gorro griego está atestiguada por Homero, quien describe a los hombres del pueblo cubiertos con un casquete de piel de cabra de forma semiesférica y que probablemente iría atado bajo la barba con correas. El gorro de piel debió ser originario del Norte, donde probablemente lo utilizaron los pueblos bárbaros, al mismo tiempo que los orientales los usaron de tela. 

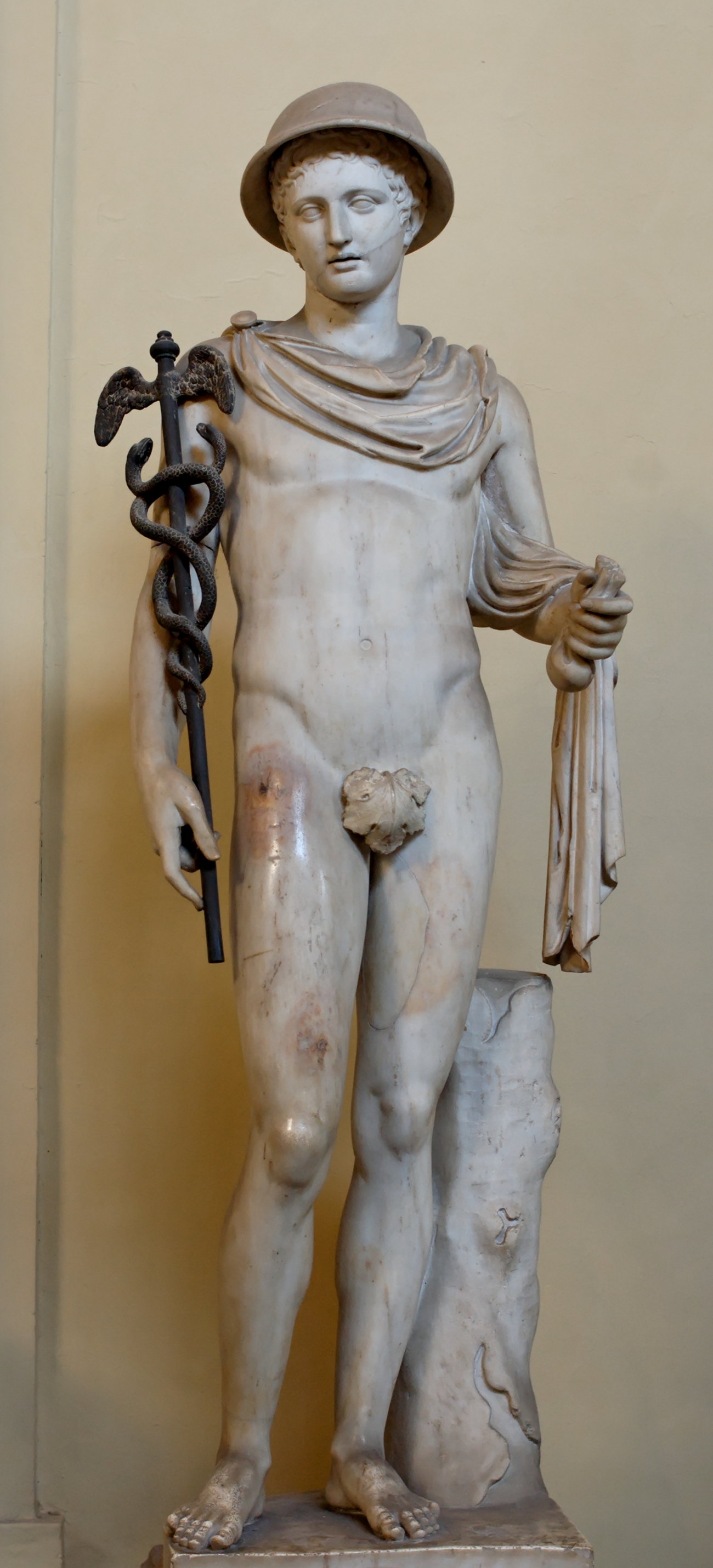
Hermes, con petasus.

El gorro semiesférico que se adaptaba a la cabeza era conocido con el nombre de pilos. Con él suelen aparecer algunos personajes mitológicos y pastores. El gorro frigio solo se diferenciaba del pilos en que tenía una punta inclinada hacia delante. En los monumentos antiguos caracteriza a los habitantes de Asia, tales como Paris, Ganimedes, Anquises, Olimpos, Atis y Mitras como también a las amazonas.

### Antigua Roma
En los monumentos del periodo imperial romano sirve de distintivo a los guerreros bárbaros. Los romanos se puede decir que utilizaron el gorro con la misma variedad de forma y aplicaciones que los griegos. El ciudadano que salía con toga a la calle llevaba la cabeza descubierta. Sin embargo, el pilleus y el petasus no solo eran usados por la gente del pueblo que a causa de sus trabajos estaban expuestos a la intemperie, sino también por las personas distinguidas para abrigarse en tiempo frío y para resguardarse del sol en los espectáculos públicos. El pilos parece que en algún tiempo fue reemplazado por una especie de capuchón importado a Roma de las comarcas septentrionales.

## Edad Media

### SigloVIasigloX
En los primeros tiempos de la Edad Media, los pueblos germánicos implantaron un traje sencillo del cual formaba parte un gorro o morterete que en España trajeron los visigodos usándolo también por lo que parece las mujeres y también usaron unos gorros o bonetes de piel. Cuando en el siglo VI se hizo la fusión de nuevos usos con las tradiciones romanas fue muy común una forma de gorro puntiagudo semejante al frigio para los hombres pues las mujeres llevaban velo flotante o capucha. En Francia, en tiempo de Carlomagno, siguió usándose el morterete por las personas de las ciudades en tiempo de invierno y parece que el mismo emperador lo llevó pues es sabido que fue muy sencillo en sus costumbres. Durante el siglo IX, los gorros al estilo frigio y los bonetes alternaban con los capuchones en el traje de los donceles. En documentos del siglo X, se habla de capillos y pilos y por aquel mismo tiempo los monjes cluniacenses llevaban en invierno por licencia de sus estatutos cogullas, capillas y gorras de piel. En el siglo XI, en Francia, se ve en los bajorrelieves y en las viñetas de los manuscritos un casquete semiesférico sin reborde junto con un sombrero semejante al pétaso. Por este mismo tiempo, las españolas llevaban una especie de gorro alto y de tela rizada del tipo de las cofias usadas en el siglo X. Los hombres llevaban capillas, almuzas, bonetes encasquetados que debían ser de la misma forma a los ya indicados en Francia.

### SigloXII

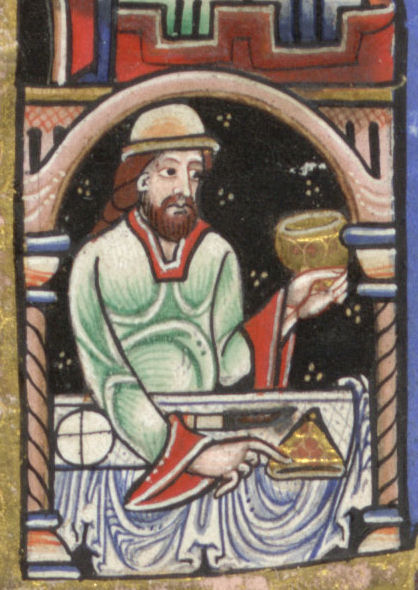
Comensal con gorro semiesférico en un libro del.

En el siglo XII no experimentó tampoco mucha variación la forma de los gorros pues en la viñetas de los manuscritos y en los bajorrelieves monumentales se ve a los hombres con casquetes semiesféricos o gorros ligeramente puntiagudos y con reborde. Los clérigos y los laicos en España usaban la almuza o capucha de pieles, el bonete y el birrete más o menos altos, aplanados, etc. y los nobles, el morterete. En el siglo XII encontramos ya más variedad y, sobre todo, más abundancia de documentos. En Francia, vemos que se usan unos gorros de fieltro cónicos con la punta inclinada hacia atrás y con el reborde vuelto a modo de ala del sombrero. Estos gorros y unos sombreros también cónicos de copa escalonada que usaban los judíos eran de diferentes colores: amarillos los de los judíos y verdes los de los clérigos. En España, se seguían usando birretes, capirones y morteretes y particularmente en Castilla estuvo muy de moda un bonete alto, redondo, con carrilleras y cogotera. Tanto en España como fuera de ella usaban los hombres capirote, birrete en forma de concha, de copa, estriado, con bordes, etc., y un bonete algo acampanado que se distinguía entre los judíos por llevar una manga adherida y el clero usaba junto con una almuza. Por entonces, empezó a usarse también el cervoj o birrete vasco. La reina Margarita de Francia, suele aparecer retratada con un birrete de color oscuro, perfilado de oro con flores de lis. En Francia e Inglaterra, se usaba el bonete de carrilleras y el esférico más o menos puntiagudo, además del sombrero bajo y otro largo que solía llevarse para viajar.

### SigloXIII
Del siglo XIII se puede citar un bonete español auténtico tal como se indica en el Libro de las Cantigas de Santa María. Nos referimos al birrete del infante Don Felipe, que con su manto y otras prendas y fragmentos de indumentaria suya y de su esposa fueron hallados en sus sepulcros de Villalcázar de Sirga, provincia de Palencia.

### SigloXIV
En el siglo XIV, la moda dio preferencia a los sombreros que la nobleza adornaba con plumas y pedrería. Esta moda se desarrolló especialmente en Francia donde el lujo llegó a tal punto que los moralistas tuvieron que censurar el excesivo gasto. Los hidalgos conservaron la capilla y el birrete, sobre todo, en Alemania y el pueblo usaba caperuzas. En España, se usaba el gorro llamado cervoj que era flojo y enfundado y se llevaba echado hacia delante o hacia un lado tal como se ve en miniaturas castellanas del tiempo del rey don Sancho y valencianas y catalanas del mismo siglo. Los conselleres catalanes llevaban chapeles, capillos, chapirones, bonetes y birretes. Los nobles aragoneses llevaban unos gorros altos puntiagudos o cónicos con el reborde vuelto y formando cuatro picos como un bonete. A finales de este siglo, comenzaron los clérigos a utilizar bonete que entonces era alto y de forma aguda, que luego copiaron los laicos. 

### SigloXV
En el siglo XV, en Francia se generalizó más el sombrero entre los gentileshombres y burgueses ricos. Los altos bonetes del siglo XIV fueron imitados en el XV por las mujeres en un tocado que llegó a transformarse en verdadero cucurucho. El bonete, gorro de forma cónica, se usó bastante en España a juzgar por las miniaturas de los manuscritos, pero era de poca altura. El que lleva el príncipe de Viana en una miniatura en un códice de la Biblioteca Nacional y en una estampa del mismo centro es más alto que el que aparece con más frecuencia en otros documentos y quizás fuera de moda italiana.

## Edad Moderna
En el siglo XVI, las mujeres españolas usaron bonetes altos o casquetes, unos y otros de variados colores y las francesas del tiempo de Ana de Bretaña llevaban encima de la escofierta o capillo el chapirón cuadrado de paño o terciopelo. En cuanto a los hombres, los franceses del tiempo de Luis XII llevaban un gorro o birrete cilíndrico de castor con vuelta doblada y en ella un camafeo o medallón. Las modas alemanas que vinieron a España con el emperador Carlos V trajeron unas caperuzas, papahigos, gorras con plumas y camafeos, bonetes o tocas de terciopelo negro con sortijas y botoncillos y sombrero tudesco, chapeo o chambergos de carreteros y viajeros de a pie ya usados en la Edad Media pero menos elaborados. Aún se usan hoy en día en el Tirol. En tiempo de Felipe II en España, y de Enrique II y Carlos IX en Francia, se usaba la gorra con algo más de vuelo que antes y con su pluma al lado, llamadas parlotas y que eran una elaboración más de los cervojs o birretas vascas de las que provenían. De este indumento militar, se elaboraría su uso al estilo de la gorra valona o el toque que usaba ya la corte de Felipe II y él mismo, que era la misma parlota, pero de alas más o menos recortadas y el bonete en vez de caído a lo ancho sobre las alas, plisado para levantarlo a copa. Se empezaron a adornar además de con plumas con diademas, perlas u otros broches enjoyados. En España, se usaron también birretes, birretines, cerebreras, gorras con papahigos, pero la gente noble usaba el sombrero que poco a poco iba desterrando al birrete. No se puede pasar en silencio los bonetes de lana frisada o terciopelo merlonado, todo colorines o piezas y con varios elementos de metal o cintas, que llevaban los soldados suizos y lansquenetes, gorros que son a modo de grandes boinas y tocados festivos de juglares y otros menestrales. 
La preponderancia del sombrero desterró por completo el gorro del traje de la nobleza y de las personas acomodadas a finales del siglo XVI y desde entonces, solo se lo ha conservado en algunas localidades la gente del pueblo.

## Galería

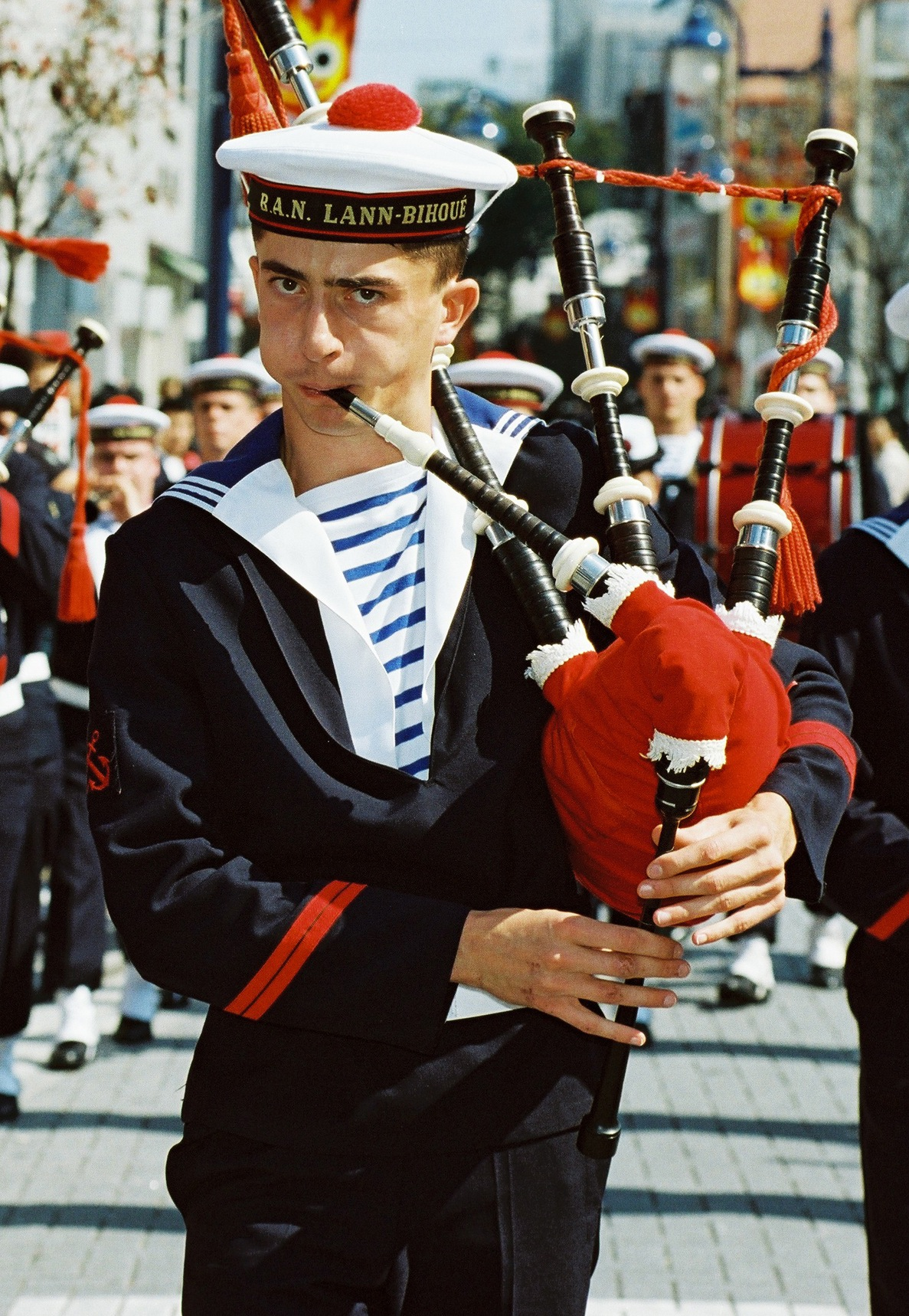
Gorro de marinero
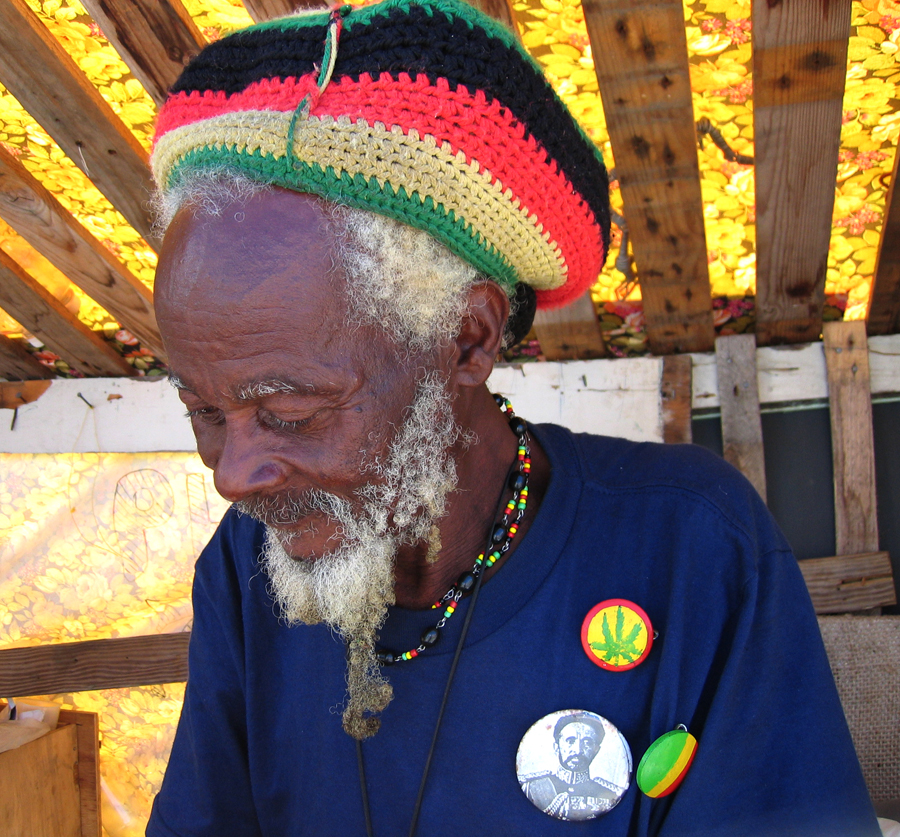
Gorro rasta
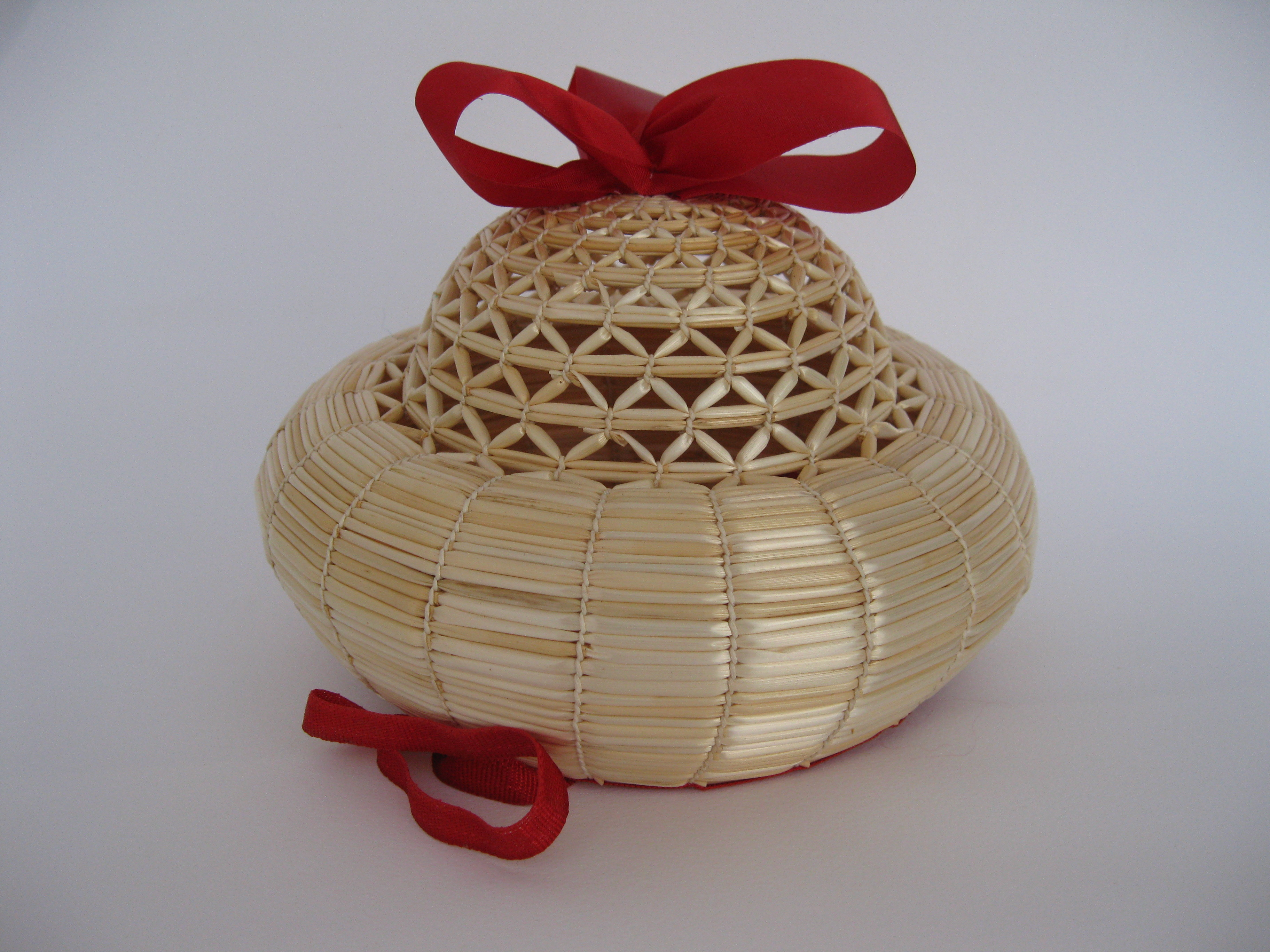
Chichonera
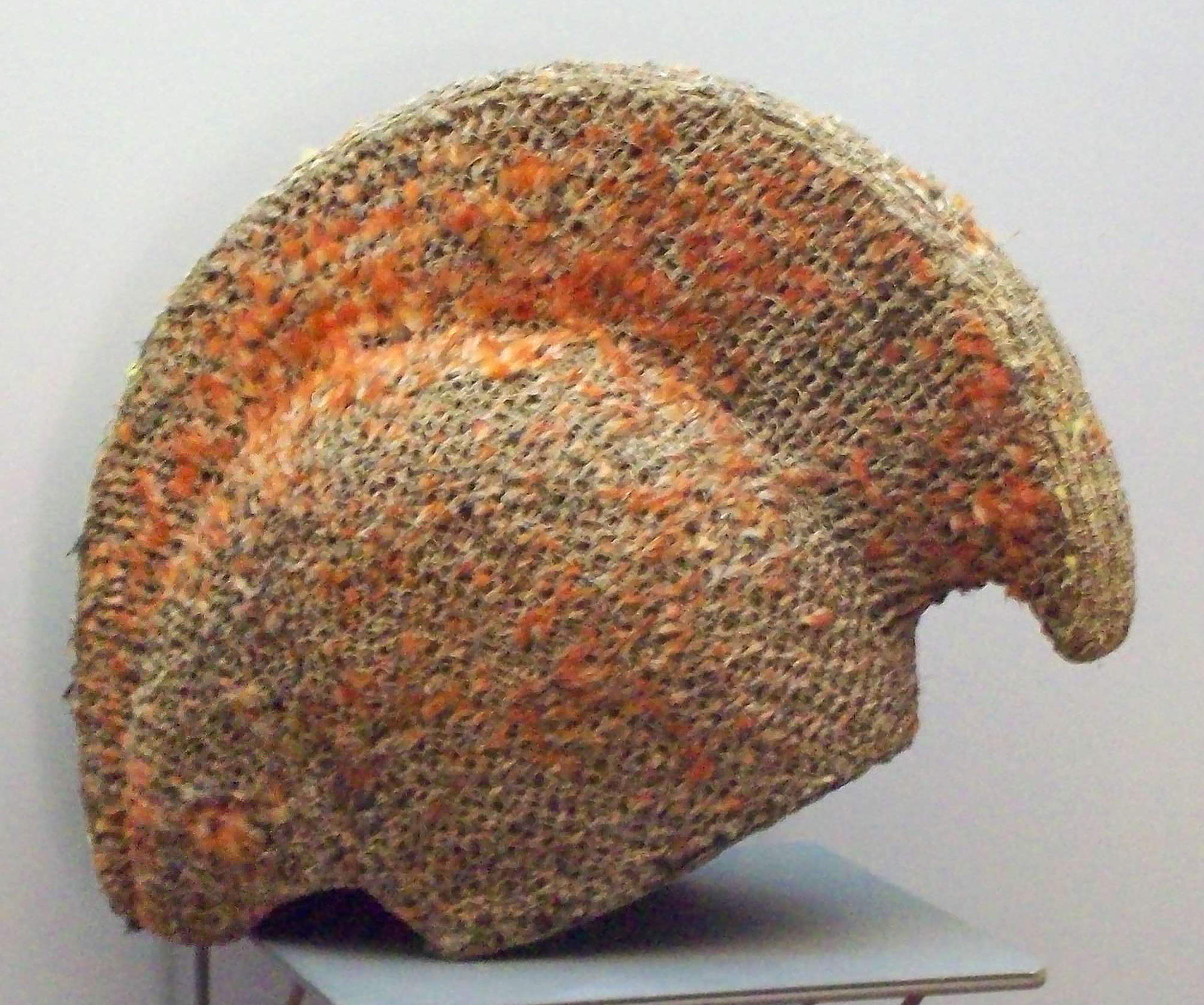
Gorro de príncipe hawaiano
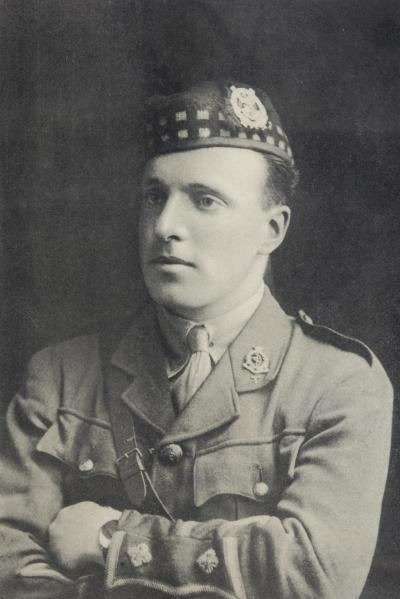
Glengarry
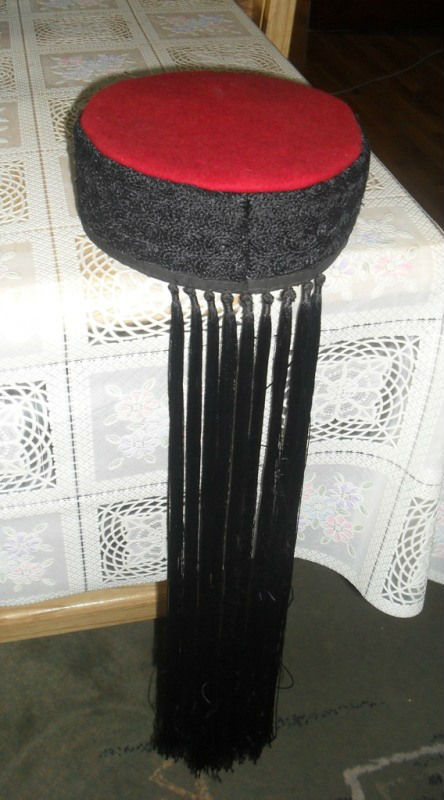
Lika, gorro croata
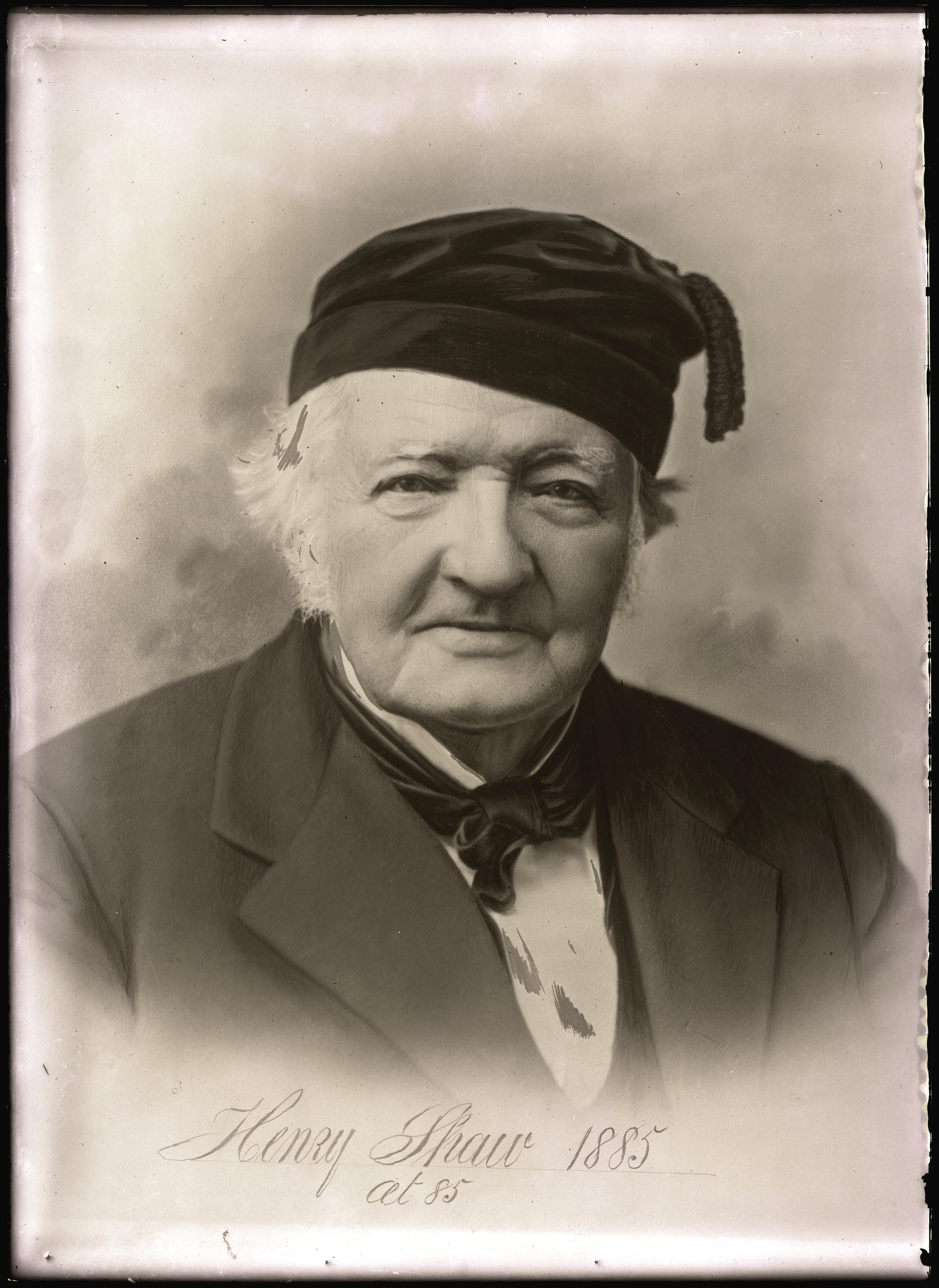
Henry Shaw en gorro de dormir
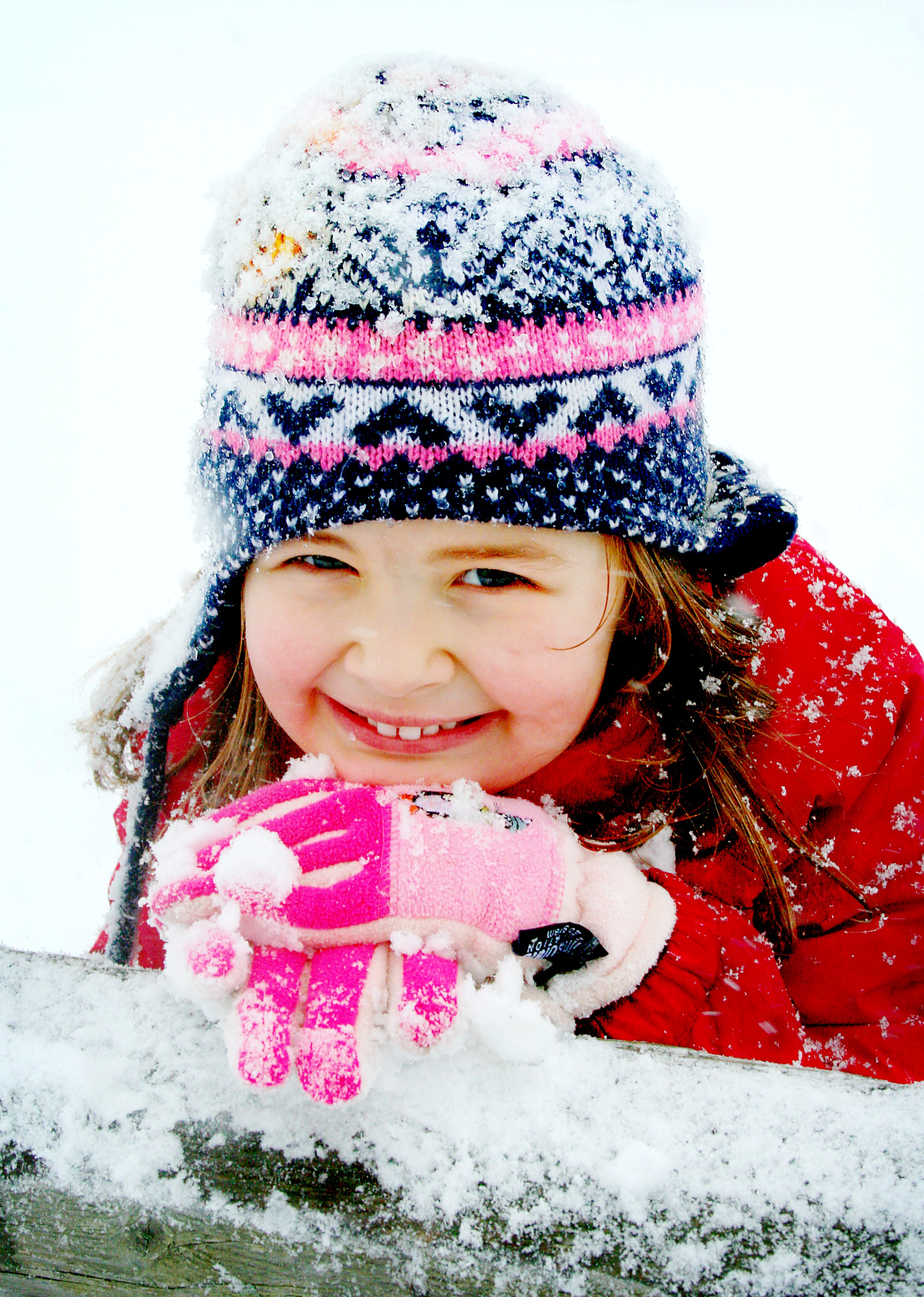
Chullo
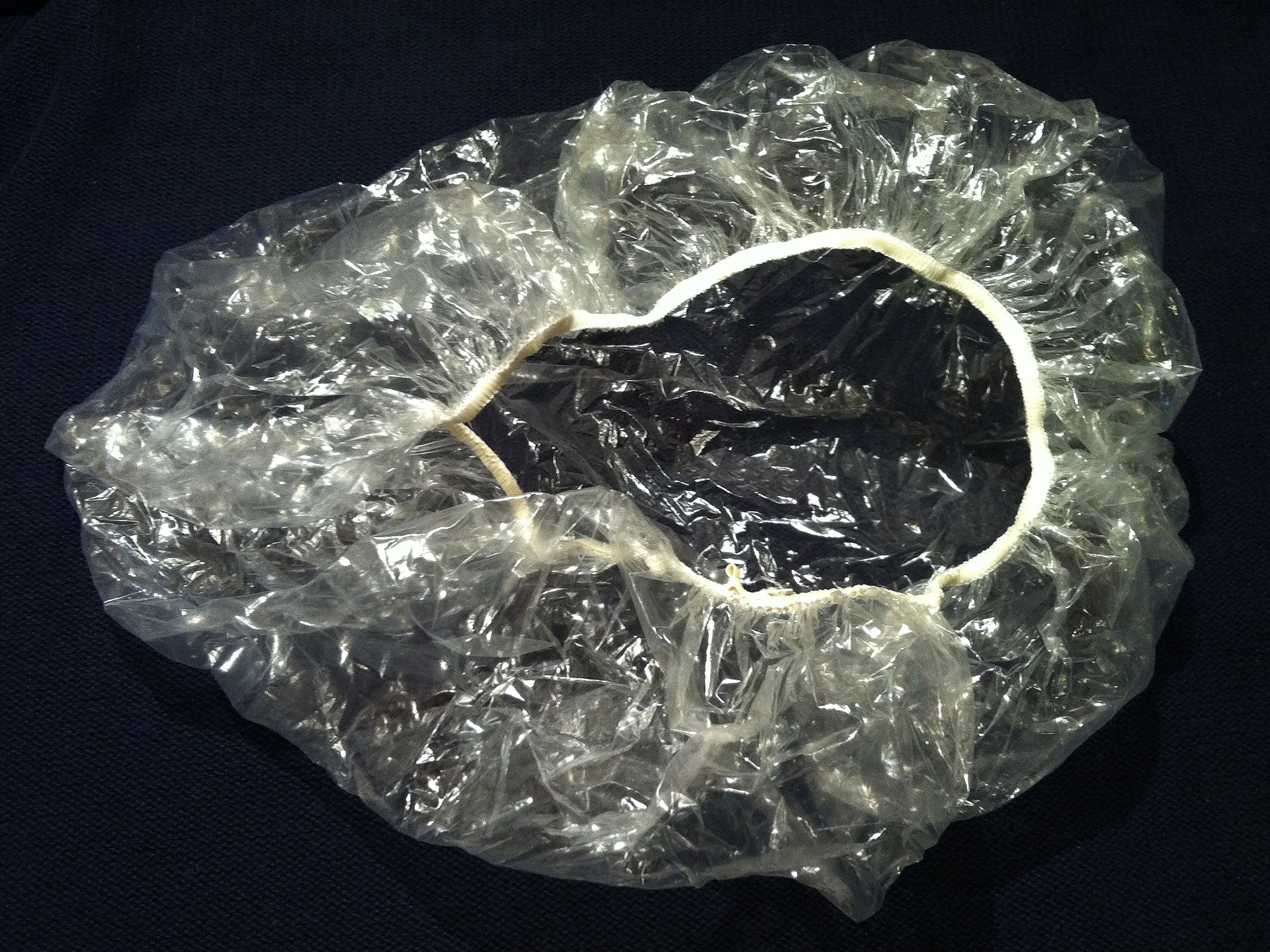
Gorro de ducha
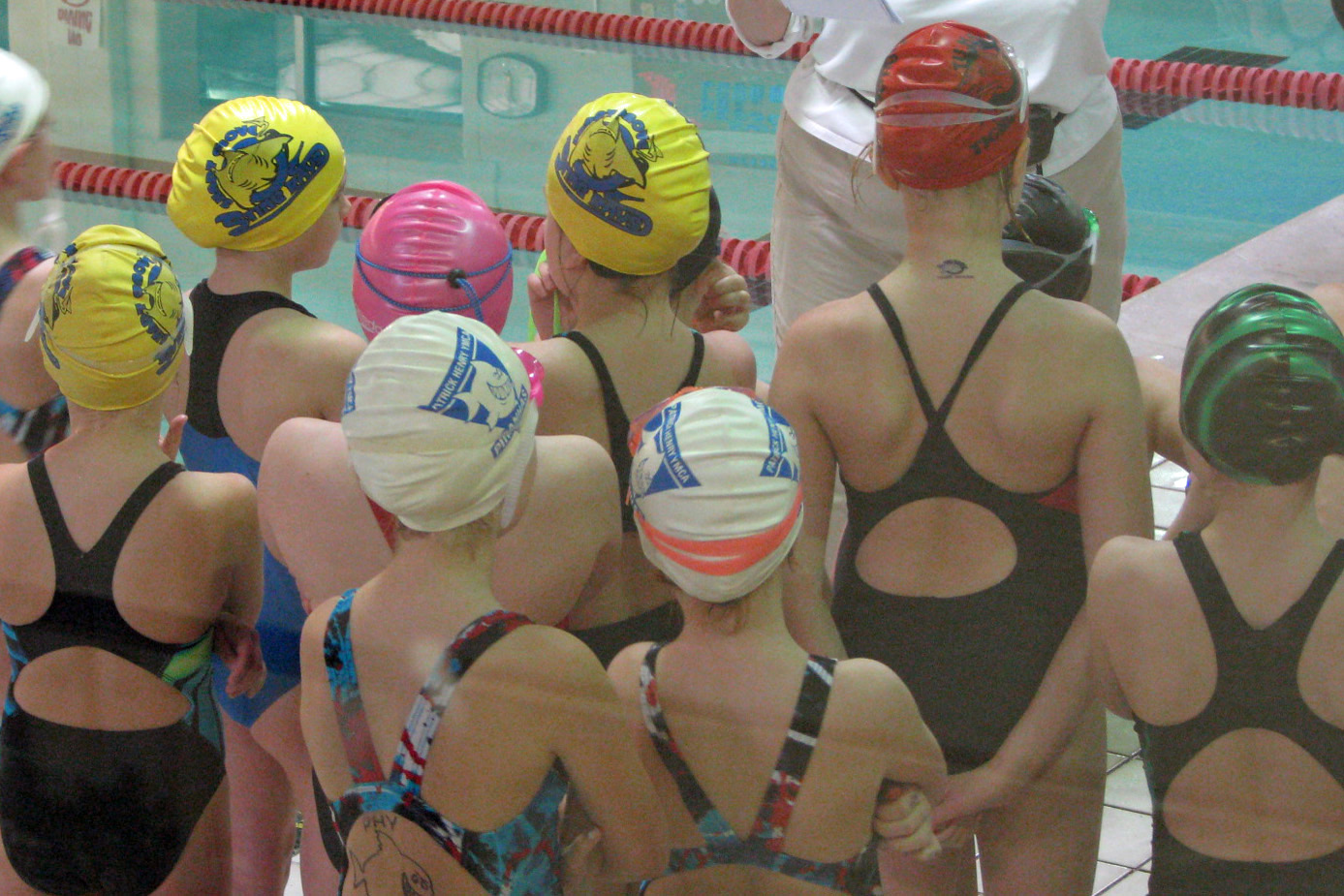
Gorros de natación

## Vocabulario político
Gorros eran denominados los liberales españoles más radicales durante las Cortes de Cádiz (1810-1814).